# 坤兑河
坤兑河，又作坤头河、坤都伦河，位于中华人民共和国内蒙古自治区东部的一条河流，是老哈河左岸支流，发源于宁城县存金沟乡西北小梁子村韭菜沟附近，七老图山脉棒槌山东麓，东北流至草沟门村转东南流，于存金沟乡驻地以北再转东北流，经三座店镇、大城子镇、小城子镇等地，于喀喇沁旗西桥镇恩州村折向东，成为宁城县与喀喇沁旗之间的界河，东流至宁城县汐子镇北山咀村黑牛湾汇入老哈河。河流全长101.5千米，流域面积1748.64平方千米，河道平均比降1.9‰，年均径流量1.02亿立方米。坤兑河上游流经土石山区，植被较差，水土流失较重，中下游沿岸为农业区，是内蒙古商品粮和甜菜生产基地之一。